# Shakaema
Shakaema és un cràter sobre la superfície del planeta nan Ceres, situat amb el sistema de coordenades planetocèntriques a -0.79 ° de latitud nord i 36.8 ° de longitud est. Fa un diàmetre de 47 km. El nom va ser fet oficial per la UAI el primer d'octubre del 2015 i fa referència a Shakaema, déu de la vegetació de la cultura dels shuar, invocat en la plantació i cultiu de plataners.